# 佩尔莱托
佩尔莱托（義大利語：Perletto），是意大利库内奥省的一个市镇。总面积10平方公里，人口303人，人口密度30.3人/平方公里（2009年）。ISTAT代码为004161。